# Giảo sát
Giảo sát (tiếng Nhật: 絞殺, こうさつ) là một bộ phim điện ảnh do Shindô Kaneto biên kịch và đạo diễn, được phát hành ngày 2 tháng 6 năm 1979 (năm Chiêu Hòa thứ 54) tại Tokyo.

## Lịch sử
Truyện phim phỏng theo sự kiện chấn động xã hội Nhật Bản hôm 30 tháng 10 năm 1977: Một trung học sinh trường Khai Thành có hạnh kiểm và học lực xuất sắc lại đang tâm thắt cổ cha tới chết, nhưng trước tòa án, người mẹ với tư cách chứng nhân lại tìm cách biện hộ cho hung thủ, cũng là con mình, trong khi nạn nhân là chồng bà. Kết cuộc, phạm nhân chỉ phải hưởng ba năm tù treo.

## Nội dung
Các sự kiện xuất hiện lần lượt theo hồi ức của một người đàn bà mặc áo tang ngồi trong chiếc xe hơi đen đang lao nhanh trên đường cao tốc.
Ryoko (tên người đàn bà bí ẩn) có cậu con trai tên Tsutomu còn tuổi trung học mà rất hiền lành và ít nói, trái ngược với bản tính khắc nghiệt tới mức ưa bạo dâm của người cha (Yasuzo). Tsutomu chỉ chơi thân với cô bạn cùng lớp Hatsuko, thầm ngưỡng mộ tính cách và tài năng của cô, định ngỏ lời yêu đương. Nhưng một lần, rồi hai lần tới nhà, Tsutomu phát hiện Hatsuko thường có những hành động tình dục quái đản với cha mình. Dần dà, giữa họ không còn khoảng cách và lao vào yêu nhau, nhưng rốt cuộc trong một cơn cuồng dâm, người cha (Yoshio Morikawa) đã bóp cổ Hatsuko đến chết. Tuy nhiên, ngoại trừ Tsutomu biết, cảnh sát không tìm ra bằng chứng Hatsuko bị giết.
Những ngày sau cái chết của người yêu, tinh thần Tsutomu hoàn toàn bấn loạn, cậu dần chuyển sang thù ghét người cha bạo nghiệt của mình. Bà Ryoko bắt đầu cảm thấy những khác lạ ở con trai, nhưng Tsutomu không nói. Trong cơn bi phẫn, Tsutomu bất ngờ ôm chầm lấy mẹ và ép bà Ryoko thực hiện hành vi tình dục như ở nhà Hatsuko. Nhưng người cha phát hiện và ra tay bạo tàn với Tsutomu. Vừa lúc ấy, Tsutomu đánh lại cha và thắt cổ ông tới chết.
Người mẹ bèn im lặng cho qua sự việc, cho tới khi hàng xóm phát hiện và báo cảnh sát thì mọi chứng cứ đã chẳng còn.

## Kĩ thuật
Phim được quay dựng tại Tokyo cuối năm 1978.

### Sản xuất
- Phó đạo diễn: Minoru Matsui
- Thiết kế: Kazumasa Ôtani
- Kĩ xảo: Kenichi Okamoto

### Diễn xuất
- Nobuko Otowa... Ryoko
- Kô Nishimura... Yasuzo
- Tsutomu Kariba... Tsutomu
- Akemi Negishi... Hatsuko
- Eiji Okada... Yoshio Morikawa
- Kotoe Hatsui
- Hideo Kanze
- Hôsei Komatsu
- Daigo Kusano
- Leo Morimoto
- Taiji Tonoyama
- Rokkô Toura
- Tokuko Watanabe

## Hậu trường
Mặc dù bị báo giới quốc nội xếp hạng B, nhưng Giảo sát vẫn được chọn công chiếu tại Liên hoan phim Venezia ngày 26 tháng 08 năm 1979. Ngày nay, trên các trang xếp hạng điện ảnh trực tuyến đa số đánh điểm rất cao về mĩ cảm phim.
Xuất phẩm điện ảnh này cũng mở ra loạt phim màn ảnh đại vĩ tuyến và truyền hình Nhật Bản suốt các thập niên 1980 cho tới 1990 khai thác sự kiện nam sinh giết cha từ giác độ tâm lý học.

## Liên kết
1. ↑  こんな日は映画を観よう。絞殺(1979)日本

- 絞殺（1979年製作の映画）
- 絞殺（1979年）